# Tångbleklöpare
Tångbleklöpare (Dicheirotrichus gustavii) är en skalbaggsart som beskrevs av George Robert Crotch 1871. Tångbleklöpare ingår i släktet Dicheirotrichus, och familjen jordlöpare. Arten är reproducerande i Sverige.